# World Team Challenge 2009
World Team Challenge 2009 var den åttonde upplagan av skidskyttetävlingen som avgjordes den 28 december 2009 inne på och strax utanför fotbollsstadion Veltins-Arena i Gelsenkirchen, Tyskland.
Masstarten vanns av det vitrysk/österrikiska paret Darja Domratjeva/Dominik Landertinger med 0,6 sekunder före Kati Wilhelm, Tyskland och Christoph Sumann, Österrike. Trea var det heltyska paret Simone Hauswald och Michael Greis 0,9 sekunder efter.
Jaktstarten vanns av det tysk/österrikiska paret Kati Wilhelm/Christoph Sumann som var 13,7 sekunder före de regerande ukrainska mästarna Oksana Khvostenko/Andrej Deryzemlja, trea kom det franska paret Marie Laure Brunet/Vincent Defrasne 20,3 sekunder efter segrarna.
Inga svenskar deltog i tävlingen.

## Startfält 2009
| Lag | Namn                                      | Land               |
| --- | ----------------------------------------- | ------------------ |
| 1   | Oksana Chvostenko och Andrij Deryzemlja   | Ukraina            |
| 2   | Kati Wilhelm och Christoph Sumann         | Tyskland Österrike |
| 3   | Simone Hauswald och Michael Greis         | Tyskland           |
| 4   | Olga Zajtseva och Maksim Tjudov           | Ryssland           |
| 5   | Marie Laure Brunet och Vincent Defrasne   | Frankrike          |
| 6   | Magdalena Gwizdon och Tomasz Sikora       | Polen              |
| 7   | Éva Tófalvi och Daniel Graf               | Rumänien Tyskland  |
| 8   | Darja Domratjeva och Dominik Landertinger | Belarus Österrike  |
| 9   | Lanny Barnes och Jay Hakkinen             | USA                |
| 10  | Solveig Rogstad och Henrik L’Abeé-Lund    | Norge              |

## Resultat efter Masstarten
| Nr | Namn                                    | Land      | Straffrundor | Tid     |
| -- | --------------------------------------- | --------- | ------------ | ------- |
| 1  | Darja Domratjeva & Dominik Landertinger | BLR & AUT | 9            | 32.27,5 |
| 2  | Kati Wilhelm & Christoph Sumann         | GER & AUT | 7            | +0,6    |
| 3  | Simone Hauswald & Michael Greis         | GER & GER | 8            | +0,9    |
| 4  | Oksana Chvostenko & Andrij Deryzemlja   | UKR & UKR | 7            | +33,6   |
| 5  | Marie Laure Brunet & Vincent Defrasne   | FRA & FRA | 5            | +34,6   |
| 6  | Éva Tófalvi och Daniel Graf             | ROU & GER | 5            | +47,7   |
| 7  | Solveig Rogstad & Henrik L’Abeé-Lund    | NOR & NOR | 6            | +1.17,6 |
| 8  | Olga Zajtseva & Maksim Tjudov           | RUS & RUS | 11           | +1.28,5 |
| 9  | Magdalena Gwizdon och Tomasz Sikora     | POL & POL | 10           | +2.11,9 |
| 10 | Lanny Barnes & Jay Hakkinen             | USA & USA | 11           | +2.26,8 |

## Slutresultat efter Jaktstarten
| Nr | Namn                                    | Land      | Straffrundor | Tid     |
| -- | --------------------------------------- | --------- | ------------ | ------- |
| 1  | Kati Wilhelm & Christoph Sumann         | GER & AUT | 5            | 31.11,1 |
| 2  | Oksana Chvostenko & Andrij Deryzemlja   | UKR & UKR | 6            | +13,7   |
| 3  | Marie Laure Brunet & Vincent Defrasne   | FRA & FRA | 4            | +20,3   |
| 4  | Darja Domratjeva & Dominik Landertinger | BLR & AUT | 7            | +36,7   |
| 5  | Simone Hauswald & Michael Greis         | GER & GER | 10           | +42,5   |
| 6  | Lanny Barnes & Jay Hakkinen             | USA & USA | 0            | +57,5   |
| 7  | Olga Zajtseva & Maksim Tjudov           | RUS & RUS | 6            | +1.11,4 |
| 8  | Solveig Rogstad & Henrik L’Abeé-Lund    | NOR & NOR | 3            | +1.22,4 |
| 9  | Magdalena Gwizdon och Tomasz Sikora     | POL & POL | 4            | +1.28,4 |
| 10 | Éva Tófalvi och Daniel Graf             | ROU & GER | 8            | +1.57,2 |